# Concentré de tomates

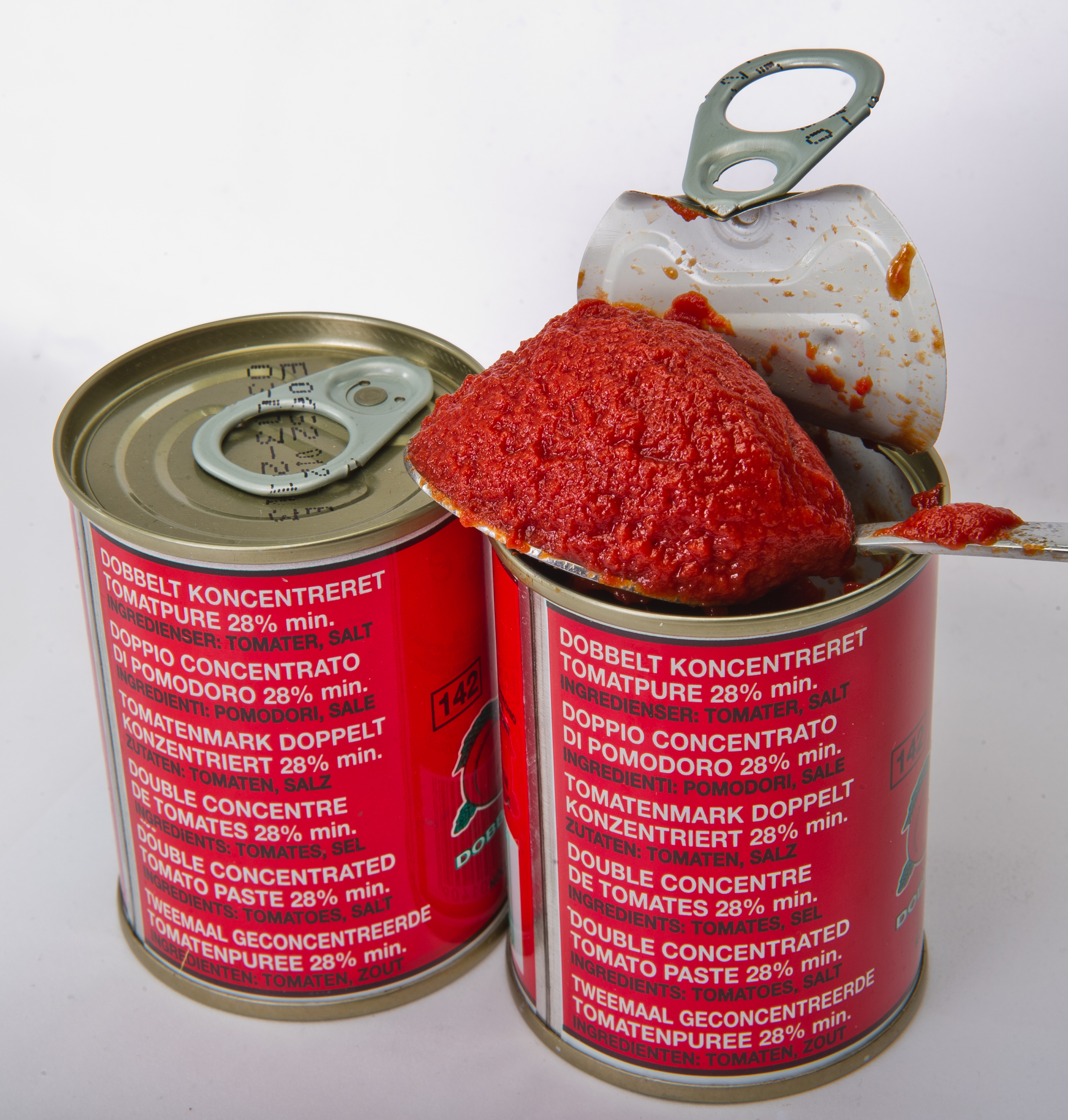
Boîtes de double concentré de tomates.

Le concentré de tomates est un condiment issu de la déshydratation de tomates. Fabriqué industriellement, il est vendu principalement en boites de conserve pouvant se conserver plus de deux ans. Fabriqué maison, il est conservé en bocaux ou au congélateur.
Les doubles concentrés de tomates sont les concentrés dont le ratio résidu sec/eau est supérieur à 28 %. Ces doubles concentrés de tomates ont une masse volumique très proche de l'eau, environ 1,035 kg/l. Les triples concentrés de tomates sont les concentrés dont le ratio résidu sec/eau est supérieur à 36 %.

## Origines
Le concentré de tomates se fait sur tout le pourtour méditerranéen mais également en Asie. La préparation traditionnelle consiste à étaler les tomates sur des planches en bois tout l'été afin d'obtenir le concentré par évaporation.

## Ingrédient(s)
Le double concentré de tomates peut être composé uniquement de tomates, mais il contient souvent du sel et parfois de l'acide citrique. La production industrielle utilise des tomates au péricarpe épais et avec une faible contenance en eau ; ces tomates sont très différentes de celles qu'on trouve dans le commerce.

## Utilisations
Le double concentré sert principalement de base pour des sauces à la tomate : dans ce cas, il est dilué avec de l'eau ou du bouillon. Il est également utilisé comme base de garnissage pour la pizza.

## Apparitions dans les médias et les arts
Le double concentré de tomates a fait une brève apparition dans une publicité de 1962 avec Jean Carmet. Cette publicité est restée célèbre pour son slogan : « C'est toujours meilleur avec du concentré de tomates ! »
De même, les boîtes de double concentré de tomates ont été utilisées dans le cadre d'une exposition à la galerie Chez Valentin, à Paris en 2001.